# Maju Jaya (Pelepat Ilir)
Maju Jaya is een bestuurslaag in het regentschap Bungo van de provincie Jambi, Indonesië. Maju Jaya telt 2272 inwoners (volkstelling 2010).